# Гвастиче (Ливорно)
Гвастиче је насеље у Италији у округу Ливорно, региону Тоскана.
Према процени из 2011. у насељу је живело 1320 становника. Насеље се налази на надморској висини од 3 м.